# حبيبة المذكوري
حبيبة المذكوري (1927 - 20 أكتوبر 2011) كانت ممثلة وفنانة مسرحية مغربية, اعتبرت من النساء الأوائل اللواتي وطأت أقدامهن خشبة المسرح في المغرب. شخصت المذكوري مئات الأعمال المسرحية والروائية, كما أدت أدوارا متعددة على أثير الإذاعة وفي التلفاز المغربي إلى جانب ممثلين مغاربة من مختلف الأجيال، ونجوم عرب من مصر ولبنان وسوريا، وأجانب من فرنسا، وأمريكا، وبريطانيا، في أعمال عربية وعالمية شهيرة.

## حياتها
انطلقت مسيرة حبيبة المذكوري سنة 1952 عندما اكتشف المخرج والمؤلف عبد الله شقرون موهبتها في المسرح واختارها إلى جانب وجوه نسائية للالتحاق بفرقة الإذاعة، فاشتغلت معه في أغلب الأعمال التي قدمت على أثير راديو المغرب إلى جانب نخبة من الممثلين كأمينة رشيد ووفاء الهراوي والعربي الدغمي وحمادي عمور ومحمد حسن الجندي وحمادي التونسي وعبد الرزاق حكم.
توفيت الممثلة حبيبة المذكوري يوم الخميس 20 أكتوبر 2011 بمنزلها بالعاصمة الرباط ودفنت بمقبرة الشهداء بذات المدينة.
خلال مسيرتها, قامت حبيبة المذكوري بأداء أدوار مختلفة في المسرح والإذاعة والتلفزيون والسينما، أبرزها دور الأم الذي تقمصته بمهارة واحتفظت عبره ببصمة خاصة لدى الجمهور الذي كانت قريبة من واقعه الاجتماعي وثقافته وقيمه.

## مشاركاتها الفنية
شاركت حبيبة المذكوري في مئات الأعمال الفنية من مسرحيات وأفلام ومسلسلات تلفزية. منها:

### مسرحيات
- خفيف الشاشية
- حادة
- نداء الحرية
- ميلاد ثورة
- من ينبوع إلى الرباط
- سلام الطاحوني
- السفير المبروك
- المتحذلقات السخيفات
- لالا بنتي
- الدبلوم والدربوكة
- المدير والبندير

### أفلام
- عندما تسقط الثمار (1968)
- غدا لن تتبدل الأرض (1975)
- دموع الندم (1982) مع محمد الحياني
- أفغانستان لماذا؟ (1984) مع سعاد حسني
- أنا أمي وبثينة (2003)
- عائدون (2004)
- ماجدة (2005)
- علاش البحر؟ (2006)

### مسلسلات
- الساس (1998)
- شجرة الزاوية (2003)
- علاش يا ولدي (2007)
- الشفا (2010)

## شهادات في حقها

### شهادة مكتشفهاعبد الله شقرون
"لمست فيها منذ البداية وهي تلميذة بالثانوي، النباهة والمخيال المطلوبين أمكناها من التطور سريعا في مجال التمثيل، فأصبحت ضمن الأصوات البارزة بالإذاعة بأدائها السلس.
بفضل موهبتها وعلو كعبها في الأداء سواء باللغة العربية الفصحى أو بالدارجة، فقد أسندت لها أدوارا مركبة في أعمال تاريخية وتراثية واجتماعية وكل أنواع الفرجة، فشكلت عنصرا لا ميحد عنه إلى جانب الممثلات الرائدات، فشاركت في قرابة ثلاثة آلاف تمثيلية إذاعية، وفي برنامج تمثيلي أسبوعي ”مشاكل وحلول” الذي استمر لمدة سبع سنوات".

### شهادة المسرحيأنور الجندي
"حبيبة المذكوري التي انضمت بعد تقاعدها من فرقة التمثيل بالإذاعة الوطنية إلى فرقته ”فنون”، اجتمع فيها ما تفرق في غيرها، وقدمت أعمالا مشرفة للمسرح المغربي، تعد أول امرأة مغربية تطأ رجلها خشبة المسرح الذي عشقته واستغلت فرصة المشاركة في صنع تاريخه ومعانقته إلى آخر أيام حياتها".

### شهادة الشاعرأحمد الطيب لعلج
"حبيبة المذكوري كانت ممثلة بمواصفات خاصة إذ كانت لها قدرة التماهي مع الأدوار التي تجسدها إلى أبعد الحدود، لدرجة أنها كانت تنسلخ عن شخصيتها الأصلية وتبدو شخصا آخر من خلال النماذج الإنسانية التي تقدمها.
كانت حبيبة المذكوري عاشقة كبيرة للمسرح إذ نذرت نفسها له، وكانت على إلمام كبير باللغة العربية وقواعدها وطرق نطقها السليم."